# Demo (Trivium)
A Trivium első kiadványa a nagylemezzel egy évben megjelent Trivium vagy Demo névre hallgató EP.

## Számcímek
1. To Burn The Eye
2. Requiem
3. Fugue
4. My Hatred
5. The Storm
6. Sworn
7. Demon

## Közreműködők
- Matt K. Heafy – Vokál, Gitár
- Travis Smith – Dobok
- Brent Young – Basszusgitár